# The Turning Point (film 1920)
The Turning Point è un film muto del 1920 diretto da J.A. Barry e interpretato da Katherine MacDonald che ne è anche produttrice. Tra gli altri interpreti, Leota Lorraine, Nigel Barrie, William V. Mong, Bartine Burkett, William Clifford, William Colvin, Kenneth Harlan. Il film è l'adattamento del romanzo omonimo di Robert William Chambers, pubblicato su Cosmopolitan nei numeri che vanno dal dicembre 1911 al maggio 1912.

## Trama
Dopo il fallimento della Edgerton-Tennant Company, Diana e Silvette Tennant, due appartenenti all'alta borghesia di New York, si trovano costrette a trovarsi un lavoro e si impiegano come assistenti. Anche James Edgerton, un giovane innamorato di Diana, ha subito un tracollo finanziario a causa della compagnia andata in bancarotta. Diana, che lavora per E. H. Rivett, deve organizzare un ricevimento. Durante i preparativi, viene infastidita delle domande del colonnello Carew in merito a un omicidio accaduto a Reno nella cui vicenda potrebbe rimanere coinvolto il suo buon nome.
Spinta dalle sue insidiose domande a lasciare la festa, Diana viene seguita da Carew fino al suo appartamento. I due, a loro volta, sono seguiti dalla signora Wemyss, una vedova che è gelosa delle attenzioni che Carew dedica a Diana. La giovane si trova ben presto presa in una difficile situazione che potrebbe compromettere il suo onore. Viene però salvata dall'intervento di Edgerton che, messo con le spalle al muro Carew, riesce a chiarire la faccenda di Reno, restituendo la serenità a Diana che non può far altro che dimostrarsi grata nei confronti del suo salvatore.

## Produzione
Il film fu prodotto dalla Katherine MacDonald Pictures.

## Distribuzione
Il copyright del film, richiesto dalla Attractions Distributing Corp., fu registrato il 2 marzo 1920 con il numero LP14804. Distribuito dalla First National Exhibitors' Circuit, Incorporated e dalla Attractions Distributing Corp., il film uscì nelle sale cinematografiche statunitensi il 2 febbraio 1920.
Non si conoscono copie ancora esistenti della pellicola che viene considerata presumibilmente perduta.